# WTA Challenger de Rouen
O WTA Challenger de Rouen – ou Open Capfinances Rouen Métropole, na última edição – foi um torneio de tênis profissional feminino, de nível WTA 125.
Realizado em Rouen, no norte da França, estreou em 2022 e durou duas edições. Os jogos eram disputados em quadras duras cobertas durante o mês de outubro.
Após 2023, foi promovido ao circuito de elite.

## Finais

### Simples
| Ano  | Campeã            | Vice-campeã       | Resultado |
| ---- | ----------------- | ----------------- | --------- |
| 2023 | Viktorija Golubic | Erika Andreeva    | 6–4, 6–1  |
| 2022 | Maryna Zanevska   | Viktorija Golubic | 7–66, 6–1 |

### Duplas
| Ano  | Campeãs                             | Vice-campeãs                     | Resultado |
| ---- | ----------------------------------- | -------------------------------- | --------- |
| 2023 | Maia Lumsden Jessika Ponchet        | Anna Bondár Kimberley Zimmermann | 6–3, 7–64 |
| 2022 | Natela Dzalamidze Kamilla Rakhimova | Misaki Doi Oksana Kalashnikova   | 6–2, 7–5  |